# A Centaur's Life
A Centaur's Life (セントールの悩み?, Sentōru no nayami, lett. "Le preoccupazioni dei centauri") è un manga seinen scritto e disegnato da Kei Murayama, serializzato sul Monthly Comic Ryū di Tokuma Shoten dal 18 dicembre 2010. Un adattamento anime, prodotto da Emon Animation Company, è stato trasmesso in Giappone tra il 9 luglio e il 24 settembre 2017.

## Trama
La serie mostra le vite quotidiano di creature mitologiche come centauri, angeli, sirene, ecc e in particolare di Himeno Kimihara, centaura e timida studentessa delle superiori e le sue migliori amiche.

## Personaggi
Himeno Kimihara (君原 姫乃?, Kimihara Himeno)
Doppiata da: Seria Fukagawa
Nozomi Gokuraku (獄落 希?, Gokuraku Nozomi)
Doppiata da: Yūki Kuwahara
Kyōko Naraku (名楽 羌子?, Naraku Kyōko)
Doppiata da: Haruka Shiraishi
Manami Mitama (御魂 真奈美?, Mitama Manami)
Doppiata da: Yuna Kamakura
Mitsuyo Akechi (朱池 美津代?, Akechi Mitsuyo)
Inukai (犬養?)
Makoto Komori (小守 真?, Komori Makoto)
Chidori Hyappo (百歩 千鳥?, Hyappo Chidori)
Yutaka Nekomi (猫見 豊?, Nekomi Yutaka)
Kōsaka Fujimoto (藤本 公作?, Fujimoto Kōsaka)
Quetzalcoatl Sassassul (ケツァルコアトル・サスサススール?, Ketsarukoatoru Sasusasusūru)
Doppiata da: Yū Ayase
Shino (紫乃?)
Doppiata da: Akane Kiryū
Miura (美浦?)

## Media

### Manga
Il manga, scritto e disegnato da Kei Murayama, ha iniziato la serializzazione sulla rivista Monthly Comic Ryū di Tokuma Shoten il 18 dicembre 2010. Il primo volume tankōbon è stato pubblicato il 30 novembre 2011 e al 13 febbraio 2024 ne sono stati messi in vendita in tutto venticinque. In America del Nord i diritti sono stati acquistati da Seven Seas Entertainment.

#### Volumi
| Nº | Data di prima pubblicazione | Data di prima pubblicazione | Data di prima pubblicazione |
| Nº | Giapponese                  | Giapponese                  |                             |
| -- | --------------------------- | --------------------------- | --------------------------- |
| 1  | 30 novembre 2011            | ISBN 978-4-19-950274-3      |                             |
| 2  | 13 febbraio 2012            | ISBN 978-4-19-950287-3      |                             |
| 3  | 13 settembre 2012           | ISBN 978-4-19-950305-4      |                             |
| 4  | 13 febbraio 2013            | ISBN 978-4-19-950325-2      |                             |
| 5  | 13 giugno 2013              | ISBN 978-4-19-950345-0      |                             |
| 6  | 13 novembre 2013            | ISBN 978-4-19-950363-4      |                             |
| 7  | 13 marzo 2014               | ISBN 978-4-19-950389-4      |                             |
| 8  | 11 luglio 2014              | ISBN 978-4-19-950404-4      |                             |
| 9  | 13 dicembre 2014            | ISBN 978-4-19-950424-2      |                             |
| 10 | 13 maggio 2015              | ISBN 978-4-19-950452-5      |                             |
| 11 | 13 ottobre 2015             | ISBN 978-4-19-950475-4      |                             |
| 12 | 12 marzo 2016               | ISBN 978-4-19-950499-0      |                             |
| 13 | 13 luglio 2016              | ISBN 978-4-19-950519-5      |                             |
| 14 | 13 dicembre 2016            | ISBN 978-4-19-950541-6      |                             |
| 15 | 13 luglio 2017              | ISBN 978-4-19-950577-5      |                             |
| 16 | 13 dicembre 2017            | ISBN 978-4-19-950602-4      |                             |
| 17 | 13 settembre 2018           | ISBN 978-4-19-950647-5      |                             |
| 18 | 13 marzo 2019               | ISBN 978-4-19-950672-7      |                             |
| 19 | 13 novembre 2019            | ISBN 978-4-19-950692-5      |                             |
| 20 | 13 luglio 2020              | ISBN 978-4-19-950710-6      |                             |
| 21 | 13 marzo 2021               | ISBN 978-4-19-950732-8      |                             |
| 22 | 13 ottobre 2021             | ISBN 978-4-19-950758-8      |                             |
| 23 | 13 aprile 2022              | ISBN 978-4-19-950776-2      |                             |
| 24 | 13 giugno 2023              | ISBN 978-4-19-950817-2      |                             |
| 25 | 13 febbraio 2024            | ISBN 978-4-19-950843-1      |                             |

### Anime
Annunciato il 13 dicembre 2016 sul quattordicesimo volume del manga, un adattamento anime di dodici episodi, prodotto da Emon Animation Company e diretto da Naoyuki Konno con Fumitoshi Oizaki accreditato come capo-regista, è andato in onda dal 9 luglio al 24 settembre 2017. La composizione della serie è stata affidata a Tōko Machida, mentre il character design è stato sviluppato da Sakae Shibuya, che è anche il capo-direttore dell'animazione. Le sigle di apertura e chiusura sono rispettivamente Oshiete Darwin (教えてダーウィン?, Oshiete Dāwin, lett. "Dimmelo, Darwin") del gruppo Purely Monster (formato da Seria Fukagawa, Yūki Kuwahara e Haruka Shiraishi) e Edelweiss di Asaka. In tutto il mondo, ad eccezione dell'Asia, gli episodi sono stati trasmessi in streaming in simulcast, anche coi sottotitoli in lingua italiana, da Crunchyroll.

#### Episodi
| Nº | Titolo italiano Giapponese 「Kanji」 - Rōmaji | In onda           | In onda |
| Nº | Titolo italiano Giapponese 「Kanji」 - Rōmaji | Giapponese        |         |
| 1  | In fin dei conti, a tutti piacciono i baci. 「なんだかんだで、みんな、キスって大好きだよね。」 - Nandakanda de, minna, kisu tte daisuki da yo ne.Tu sapevi che una maratona è un microcosmo di vita? 「マラソンって人生の縮図だって、知ってた？」 - Marason tte jinsei no shukuzu datte, shitteta? | 9 luglio 2017     |         |
| 2  | La bellezza è un'arma a doppio taglio. 「美しさって、諸刃の刃ナノであった。」 - Utsukushisa tte, moroha no yaiba na no deatta.Le razze che vivono nell'acqua e quelle che vivono sulla terraferma non sono poi così diverse. 「水に生きる水人、陸に生きる山人(やまのひと)ってまんまじゃん。」 - Mizu ni ikiru mizu no hito, riku ni ikiru yama no hito tte manma jan.                                                                                  | 16 luglio 2017    |         |
| 3  | Come fa quella bambina a essere così vivace? 「小さい子のあのバイタリティは何処からくるの？」 - Chiisai ko no ano baitariti wa doko kara kuru no?Gli anni passano e le epoche cambiano, ma le maghette vanno sempre di moda. 「時代や年代を問わず、魔法少女って人気あるよね。」 - Jidai ya nendai o towazu, mahō shōjo tte ninki aru yo ne. | 23 luglio 2017    |         |
| 4  | Perché siamo così confusi quando riceviamo una lettera d'amore? 「ラブレターをもらって困惑する…その心は？」 - Rabu retā o moratte konwaku suru… sono kokoro wa?Puoi capire che tipo è una persona in base al fatto che creda o meno ad alieni e criptidi. 「UFO、UMAの類を信じるか信じないかでタイプが分かれるよね。」 - UFO, UMA no rui o shinjiru ka shinjinai ka de taipu ga wakareru yo ne.                                                        | 30 luglio 2017    |         |
| 5  | Gli antartidiani sono come dei pettegolezzi viventi. 「南極人って噂が一人歩きしてるみたい。」 - Nankyokujin tte uwasa ga hitoriaruki shiteru mitai.Ma, alla fine, anche la storia e le origini degli antartidiani sono un mistero. 「でも、結局、南極人って歴史もルーツも謎だよね。」 - Demo, kekkyoku, nankyokujin tte rekishi mo rūtsu mo nazo da yo ne.                                                                                             | 6 agosto 2017     |         |
| 6  | Scoprire cose sul proprio passato e sui propri antenati è un motivo per essere felici o infelici? 「先祖や歴史のことを遡れるのは、むしろ幸福？それとも不幸？」 - Senzo ya rekishi no koto o sakanoboreru no wa, mushiro kōfuku? Soretomo fukō?Un lavoro in cui fai quello che ami ti rende davvero felice? 「本当に好きなことを仕事にすることは果たして幸せなのかな？」 - Hontō ni suki na koto o shigoto ni suru koto wa hatashite shiawase no kana?  | 13 agosto 2017    |         |
| 7  | Una prima esperienza è spaventosa e divertente contemporaneamente… Scusate la rima. 「初めての経験って恐怖と興味が共存…ライムだけどね。」 - Hajimete no keiken tte kyōfu to kyōmi ga kyōzon… Raimu dakedo ne.I film dell'occulto che guardi da bambino fanno paura al 140%. 「幼い頃に観たオカルト映画の恐怖は140%増しだよね。」 - Osanai koro ni mita okaruto eiga no kyōfu wa 140% mashi da yo ne.                                                   | 20 agosto 2017    |         |
| 8  | Vincere una competizione seria potrebbe dipendere molto dalla propria forza mentale. 「真剣勝負ってメンタルの強さが一番の勝因なのかもしれない。」 - Shinken shōbu tte mentaru no tsuyosa ga ichiban no shōin na no kamoshirenai.L'incertezza di ciò in cui crede una persona… o forse sto borbottando cose assurde. 「信じるものの不確定さって…なんて不条理に呟いたりして。」 - Shinjiru mono no fukakutei satte… nante fujōri ni tsubuyaitari shite.  | 27 agosto 2017    |         |
| 9  | Quali sono le sofferenze di un personaggio illustre? 「世間で偉人って言われている人の苦悩って。」 - Seken de ijin tte iwareteiru hito no kunō tte.Com'è la vita quotidiana di un personaggio illustre? 「世間で偉人って言われている人の人生って。」 - Seken de ijin tte iwareteiru hito no jinsei tte. | 3 settembre 2017  |         |
| 10 | Quando decidi di andare a una mostra di arte contemporanea per un appuntamento… parte 1. 「デートに現代美術鑑賞を選んだ場合…その１。」 - Dēto ni gendai bijutsu kanshō o eranda baai… sono 1.Quando decidi di andare a una mostra di arte contemporanea per un appuntamento… parte 2. 「デートに現代美術鑑賞を選んだ場合…その２。」 - Dēto ni gendai bijutsu kanshō o eranda baai… sono 2.                                                             | 10 settembre 2017 |         |
| 11 | "I nomi dei fiori… sono tanti quante sono le persone" è una bugia fatta e finita! 「花の名前は……は人の数だけあるんだよ、ってきっと嘘！」 - Hana no namae wa…… wa hito no kazu dake arun da yo, tte kitto uso!"I tipi di bellezza sono tanti quante sono le persone" probabilmente è vero, se usato in senso ampio? 「美しさは人の数だけあるんだよ、広義で言えばきっと本当？」 - Utsukushisa wa hito no kazu dake arun da yo, kōgi de ieba kitto hontō? | 17 settembre 2017 |         |
| 12 | Abbiamo provato a inscenare una storia fantasy in stile RPG. 「ファンタジーをRPG気分で作ってみた。」 - Fantajī o RPG kibun de tsukuttemita.Feroci combattimenti! Braccio di ferro! Come finirà la battaglia delle nostre eroine? 「激闘！腕相撲！女だらけの勝負の行方は」 - Gekitō! Udezumō! Hiroin darake no shōbu no yukue wa | 24 settembre 2017 |         |